# Clock Tower
För klocktornet (Elizabeth Tower) i Palace of Westminster i London, se Big Ben.
Clock Tower (クロックタワー Kurokku Tawā?, "Klocktorn") är en datorspelsserie inom genrerna peka-och-klicka-äventyr och survival horror. De första två spelen i huvudserien, samt spinoffen The Struggle Within, utvecklades av Human Entertainment, medan övriga spel i serien utvecklades av Capcom.
Huvudfigurerna i spelen flyr och gömmer sig från sina förföljare istället för att konfrontera dem och besegra dem.

## Spel i serien

### Huvudserien
Clock Tower (1995) (クロックタワー Kurokku Tawā?)Det första spelet i serien. Det släpptes 1995 till Super Famicom, och porterades 1999 till Wonderswan. En remake, Clock Tower: The First Fear, släpptes 1997 till Playstation och persondatorer. Super Famicom-versionen gavs ut till Wii och Wii U via Virtual Console år 2010 respektive 2013.
Clock Tower (1996)Det andra spelet i serien. Det släpptes 1996 till Playstation. I Japan gavs det ut under namnet Clock Tower 2 (クロックタワー2 Kurokku Tawā 2?), men då det var det första spelet i serien som gavs ut internationellt fick det enbart namnet "Clock Tower" i Nordamerika och Europa.
Clock Tower 3 (クロックタワー3 Kurokku Tawā 3?)Det tredje spelet i huvudserien. Det släpptes 2002 till Playstation 2. Till skillnad från övriga spel i serien, utvecklades Clock Tower 3 av Capcom Production Studio 3 och Sunsoft.

### Spinoffs och relaterade spel
Clock Tower II: The Struggle WithinEtt spinoff-spel. Det släpptes 1998 till Playstation. I Japan gavs det ut under namnet Clock Tower Ghost Head (クロックタワーゴーストヘッド Kurokku Tawā Gōsuto Heddo?).
Haunting GroundEtt spel som ursprungligen planerades bli Clock Tower 4, men som istället blev ett fristående spinoff-spel. Det släpptes 2005 till Playstation 2. I Japan gavs det ut under namnet Demento (デメント?).
Night CryEn kommande andlig uppföljare till Clock Tower-serien. Den planeras släppas till Playstation Vita, IOS och Android. Den gick till att börja med under arbetstiteln "Project Scissors".